# Joe Kelly
Joe Kelly (n. 13 martie 1913 – d. 28 noiembrie 1993) a fost un pilot irlandez de Formula 1 care a evoluat în Campionatul Mondial între anii 1950 și 1951.